# Kapazität (Verkehr)
Die Kapazität ist im Verkehrswesen eine Kennzahl, welche den maximal möglichen Verkehrsfluss auf einem Verkehrsweg pro Zeit beschreibt. Die Forschungsgesellschaft für Straßen- und Verkehrswesen definiert die Kapazität als die „größte Verkehrsstärke, die ein Verkehrsstrom bei gegebenen Weg- und Verkehrsbedingungen an dem für ihn bestimmten Querschnitt erreichen kann“. Der maximal mögliche Verkehrsfluss {\displaystyle f_{\text{max}}} kann als Kapazität eines Verkehrswegs {\displaystyle C} betrachtet werden:
{\displaystyle f_{\text{max}}=C}.
Versuchen mehr Verkehrsteilnehmer, einen Verkehrsweg zu nutzen als an Kapazität zur Verfügung steht, kommt es zu unter anderem auf Straßen und Wasserwegen zu Staus. Diese Staus haben eine Verringerung der durchschnittlichen Fahrgeschwindigkeit von Fahrzeugen und steigende Fahrtkosten (auch Staukosten) zur Folge. Dies wird im Luftverkehr durch Slots oder Holdings quantifizierbar. Die Kenntnis der Kennzahl ist eine wesentliche Grundlage für die Verkehrsplanung, die dafür zu sorgen hat, dass das Verkehrsaufkommen vom jeweiligen Verkehrsnetz bewältigt werden kann.

## Kapazität von Straßen
Die Kapazität einer Straße wird beeinflusst durch die technische Leistungsfähigkeit (Anzahl der Fahrstreifen, Fahrgeschwindigkeit, Verkehrsdichte, Witterung, Straßenbelag) und Engpässe (Ampeln, Brücken, Tunnel). Erhält eine Straße einen weiteren Fahrstreifen, erhöht sich ihre Kapazität. Die Kapazität der Straßen wird allein durch die Wegstrecke nicht hinreichend beschrieben, sondern wird vor allem bestimmt von der Führung der Straßen, ihrer Breite, der Fahrstreifenzahl, Art des Straßenbelags und der Bauweise der Kreuzungen.
Die Verkehrsökonomie sieht denjenigen Verkehrsfluss als Kapazität an, bei dem ein Rivalitätsgrad der Verkehrsteilnehmer untereinander entsteht und die durchschnittlichen Fahrtkosten zu steigen beginnen. Ein Verkehrsstau liegt in diesem Sinne vor, wenn die im Verkehrsfluss zum Ausdruck kommende Verkehrsnachfrage die Kapazität übersteigt.
Die Kapazitäten von Straßen wurden im Zeitablauf mehrfach korrigiert, was vornehmlich an verlässlicheren Messungen liegt.
Kapazität bei idealen Bedingungen:
| Landesstraße (zweistreifig, Summe beider Richtungen) in Pkw/h | Bundesautobahn (eine Fahrtrichtung) in Pkw/h | Jahr          |
| ------------------------------------------------------------- | -------------------------------------------- | ------------- |
| 2000                                                          | 2000                                         | 1950 / HCM    |
| 2000                                                          | 2000                                         | 1960 / Korte  |
| 2000                                                          | 2000                                         | 1965 / HCM    |
| 2000                                                          | 1800                                         | 1977 / TGL    |
| 2800                                                          | 2000                                         | 1985 / HCM    |
| 2500                                                          | 1850                                         | 1992 / Brilon |
| 2800                                                          | 2300                                         | 1994 / HCM    |
| 3200                                                          | 2400                                         | 2000 / HCM    |

Das Maß sind Personenkraftwagen pro Stunde (Pkw/h); es kann auch in Pkw-Einheiten/h gemessen werden, wobei Motorräder oder Motorroller als 0,5 PkwE einfließen. Die Kapazität einer zweistreifigen Straße liegt wesentlich unter der Kapazität von zweistreifigen Richtungsfahrbahnen. Eine Autobahn mit zwei zweistreifigen Fahrbahnen hat etwa die vierfache Kapazität einer zweistreifigen Straße.

## Verkehrsbetriebe
Die Verkehrskapazität ist bei Verkehrsbetrieben das Leistungsvermögen je Zeitspanne bei Vollauslastung der Produktionsfaktoren. Dabei ist die statische Kapazität das Produkt aller betriebsbereiten Transportmittel eines Fuhrparks und deren Nutzlast (Sitzplätze: Personenkilometer, Tonnen: siehe Tonnenkilometer); die dynamische Kapazität wird ausgedrückt durch die Anzahl der Kraftfahrzeuge, ihrer mittleren Tragfähigkeit (in t) oder mittleren Anzahl der Sitzplätze je Fahrzeug, der Arbeitszeit und der mittleren Fahr- und Reisegeschwindigkeit.

## Wirtschaftliche Aspekte
In der Verkehrsökonomie kann durch die Gegenüberstellung von möglicher und tatsächlicher Verkehrsmenge die Auslastung gemessen werden. Sie ist das Verhältnis zwischen effektiver Belastung und Kapazität und bestimmt die Instandhaltungskosten der Verkehrswege und die Höhe der Staukosten. Die Auslastung schwankt im Tagesverlauf (Hauptverkehrszeit mit der höchsten Auslastung) und jahreszeitlich (Ferienbeginn und Ferienende).
In zentral gesteuerten Netzwerken (vor allem Schienennetz, Luftstraßennetz) werden Verkehrsdichten jenseits der Kapazitätsgrenze nicht zugelassen. Dagegen kann im Straßenverkehr – abhängig von der Tageszeit (Hauptverkehrszeit), Jahreszeit oder geografischen Lage (Ballungsraum) – die Kapazitätsgrenze überschritten werden (Verkehrsinfarkt). Die Verringerung der Geschwindigkeit aufgrund der größeren Verkehrsdichte wirkt sich auf den Verkehrsfluss weniger stark aus als die Erhöhung des Verkehrsflusses durch die weitere Zunahme von Fahrzeugen. Bei der maximalen Verkehrsdichte ist der Verkehrsfluss „Null“, der Verkehr kommt zum Erliegen.

## Andere Netzwerke
In anderen Netzwerken wird von Datenübertragungsrate und Kanalkapazität gesprochen.